# Episodi di El internado (prima stagione)
La prima stagione di El internado è composta da 6 episodi ed è stata trasmessa in Spagna dal 24 maggio al 28 giugno 2007, con ascolti medi per 4.077.000 spettatori e il 23,8% di share.
In Italia, la prima stagione è stata trasmessa dal 31 ottobre al 20 novembre 2010 con due episodi settimanali sul canale Joi di Mediaset Premium, mentre in chiaro dal 12 luglio al 16 agosto 2012 su La5.
| n° | Titolo originale                  | Titolo italiano               | Prima TV Spagna | Prima TV Italia  |
| -- | --------------------------------- | ----------------------------- | --------------- | ---------------- |
| 1  | Los monstruos no hacen cosquillas | Arrivo a Laguna Negra         | 24 maggio 2007  | 31 ottobre 2010  |
| 2  | Todo el mundo tiene un secreto    | Tutti hanno un segreto        | 31 maggio 2007  | 6 novembre 2010  |
| 3  | Ojos que no ven                   | Occhi che non vedono          | 7 giugno 2007   | 7 novembre 2010  |
| 4  | Un mensaje en una botella         | Un messaggio in una bottiglia | 14 giugno 2007  | 13 novembre 2010 |
| 5  | Un cadáver en la laguna           | Un cadavere nella laguna      | 21 giugno 2007  | 14 novembre 2010 |
| 6  | La noche de Santa Isabel          | La notte di Santa Isabella    | 28 giugno 2007  | 20 novembre 2010 |

## Arrivo a Laguna Negra
- Titolo originale: Los monstruos no hacen cosquillas

### Trama
Laguna Negra è un prestigioso college immerso in un fitto bosco nei pressi di un lago dalle atmosfere spettrali. Qui verranno due nuovi studenti, Marcos e la sua sorellina Paula, che verranno subito respinti dagli altri studenti, in particolare Marcos, che verrà continuamente preso in giro dai suoi compagni di stanza. Nel frattempo un'internata in un centro psichiatrico, Maria, scappa per andare a lavorare proprio nel collegio...

## Tutti hanno un segreto
- Titolo originale: Todo el mundo tiene un secreto

### Trama
Al Laguna Negra arriva la polizia in cerca di notizie su una donna scappata da un istituto psichiatrico, ovvero Maria, la quale si confessa con Jacinta dicendole che è scappata per cercare il figlio, che studia nel collegio. Ma Jacinta la licenzia; successivamente, vedendo la determinazione della donna, la riprende al lavoro.

## Occhi che non vedono
- Titolo originale: Ojos que no ven

### Trama
Marcos trova un accesso segreto che conduce ad una soffitta, dove ci sono molti indizi interessanti. Avverte i suoi amici e li porta a vedere quello che ha trovato. Incisi su una trave, ci sono cinque nomi. Ma non è tutto: c'è un barattolo di vetro contenente bulbi oculari sotto formalina…

## Un messaggio in una bottiglia
- Titolo originale: Un mesanje in una botella

### Trama
Cayetano, Victoria, Marcos e Ivàn, dopo aver parlato con il giornalista Ricardo Montoya, iniziano a temere per la loro vita e vorrebbero lasciare le cose come stanno, ma Carolina vuole arrivare ad ogni costo alla verità sull'uccisione dei cinque piccoli orfani ed è pronta ad avventurarsi da sola nel pozzo. Colpiti dalla sua determinazione, i suoi amici la seguono, facendo un'inquietante scoperta…

## Un cadavere nella Laguna
- Titolo originale: Un cadáver en la laguna

### Trama
Hector trova un cadavere nella laguna. La Guardia Civile lo identifica come quello di Ricardo Montoya, il giornalista de “La Gaceta”, al quale Marcos, Ivan, Roque, Cayetano, Carolina e Victoria avevano consegnato il video che avrebbe potuto provare i crimini commessi nell'ex-orfanotrofio di Laguna Negra, attualmente sede del Collegio.

## La notte di Santa Isabella
- Titolo originale: La noche de Santa Isabel

### Trama
Victoria, Carolina, Cayetano e Roque sono rimasti incastrati nel passaggio segreto poiché la porta è rimasta chiusa alle loro spalle e cercando una via di fuga trovano il cadavere di Alfonso e dei cinque orfani. Marcos e Ivan sono invece rimasti intrappolati nella stanza di Alfonso dove scoprono che Ricardo Montoya non era l'uomo che li avevi contattati e a lui hanno lasciato la cassetta con le prove dell'assassino dei cinque orfani. Intanto Ivan, poiché Carolina si allontana da lui e a causa del padre violento scappa dal collegio. Ad Hector invece viene comunicata la notizia che c'è un corpo nella Laguna.